# ديفيد موريس (كاتب)
ديفيد موريس (بالإنجليزية: David Morris)‏ هو كاتب أمريكي، ولد في 11 أغسطس 1942.